# الصحن (صعدة)
الصحن هي إحدى قرى الجمهورية اليمنية. وهي تتبع جغرافيًا لمحافظة صعدة. وإداريًا لمديرية سحار. يبلغ تعداد سكانها 4762 نسمة حسب الإحصاء الذي جرى عام 2004.